# Кихано, Рауль Альберто
Рауль Альберто Кихано (исп. Raúl Alberto Quijano; 13 декабря 1923, Санта Фе, Аргентина — 14 апреля 2006) — аргентинский государственный деятель, министр иностранных дел Аргентины (1976).

## Биография
В 1948 г. окончил юридический факультет Колумбийского университета.
С 1947 г. — на дипломатической работе. Работал в Постоянном представительстве при Организации Объединенных Наций, в качестве атташе в посольствах Аргентины в Индии, Пакистане, ЮАР; членом Комитета экспертов ООН по изучению финансов.
- 1968—1975 гг. — представитель Аргентины в Организации американских государств (ОАГ). На этой должности возглавлял Подготовительный комитет Конференции министров иностранных дел межамериканского диалога, которая состоялась в Тлателолко, Мексика.
- 1975—1976 гг. — председатель Комиссии по международной гражданской службе системы ООН,
- 1976 г. — министр иностранных дел Аргентины. Взял курс на активизацию сотрудничества с приграничными государствами, подписал соглашение с Уругваем по синхронизации работы энергосистем, с Парагваем и Боливией — по сотрудничеству в сфере технологий. Пытался сблизить позиции с администрацией США.

После военного переворота 1976 г., являясь представителем ОАГ, выступал с резкой критикой ситуации с правами человека в стране. Во время Фолклендской войны (1982) решительно отстаивал право аргентинского суверенитета над островами. С восстановлением в стране демократии занимал пост посла Аргентины в Парагвае (1984—1989).